# Lycaena ardates
Lycaena ardates är en fjärilsart som beskrevs av Moore 1874. Lycaena ardates ingår i släktet Lycaena och familjen juvelvingar. Inga underarter finns listade i Catalogue of Life.